# Carini
Carini, ciudad de la Provincia de Palermo, al N.O. de Sicilia, Italia.
Se encuentra en una colina a 170 metros sobre el nivel del mar, en el interior de la cadena montañosa de los Ericini que van desde Punta Lilibeo hasta Capo Gallo. Distante alrededor de 25 km de Palermo, su territorio se extiende hasta el Mar Tirreno.

## Historia y cultura
Los orígenes de Carini son muy antiguos: de hecho surge de las ruinas de la antigua Hícara, ciudad sicana destruida por la flota ateniense llegada a Sicilia en defensa de las colonias griegas en el año 412 a. C. Su refundación data el siglo X, en el período de dominación árabe. En tiempos de Roger I el Normando, Carini era mencionada por el geógrafo árabe Al Edrisi por la fertilidad de su tierra y por abundancia de agua y de frutas que allí se producían (almendras, castañas e higos secos) que se exportaban por todo el mundo entonces conocido.
El Castillo, edificado por los árabes, ampliado por los normandos y reconstruido -otorgándole su actual estructura- en el siglo XVI, conserva en su capilla interna una estatua de la Virgen con el Niño de Andrea Mancino (siglo XVI). Son notables la gran sala con el portal de ingreso y las ventanas renacentistas, y las coberturas internas de madera del 1400, época en la que la función militar del edificio deja su lugar a la de residencia aristocrática.
Perteneciente, junto con el feudo de Carini, a las familias Chiaramonte, a los Moncada y a los La Grúa-Talamanca, el Castillo está ligado al episodio, narrado en el poema escrito en dialecto siciliano, La baronesa de Carini (1563), asesinada por su padre dentro del propio castillo.
En la Plaza del Duomo se ubica la Chiesa Madre, cuya fachada principal data de fines de 1700. En sus naves, entre estucos y frescos de Giuseppe Testa (1795), se conserva una interesante tela de Alessandro Allori "L'Adorazione dei Pastori" (1578). 
En la misma plaza se destaca el Oratorio de la Compañía del Santísimo Sacramento, decorado en su interior con molduras de yeso. y a la vuelta de la nave central, frescos de Giuseppe Velasco. Otra pintura importante es "La Flagellazione" (siglo XVII), de Giuseppe Salerno, guardado en la Iglesia de los Capuchinos.

## Demografía
| Gráfica de evolución demográfica de Carini entre 1861 y 2006 |
|                                                              |
| Fuente ISTAT - Elaboración gráfica por parte de Wikipedia    |